# Treinsoort
Een treinsoort, treindienstsoort of treincategorie zijn soorten of categorieën van treindiensten op een hoofdspoorwegnet. Stoptrein en sneltrein zijn twee bekende voorbeelden van treinsoorten voor een hoofdspoorwegnet. Bij andere spoorwegsystemen, zoals metronetten en tramnetten, is het begrip treinsoort minder belangrijk omdat bij deze spoorwegsystemen gewoonlijk maar één treinsoort wordt ingezet.
Duidelijke en aansprekende namen van treinsoorten zijn belangrijk om het karakter van de vervoersdienst voor de klant duidelijk te maken en aan te prijzen. Spoorvervoerders veranderen de namen van treinsoorten soms. Dat doen ze om hun vervoersdiensten nóg beter aan te prijzen. Ook gebruikt niet iedere spoorvervoerder dezelfde naam voor eenzelfde treinsoort.

## Indeling van treinsoorten

### Hoofdonderscheid
Er is een onderscheid tussen treinen die een vervoersdienst bieden aan reizigers of aan klanten enerzijds, en treinen die nodig zijn voor het in stand houden van het treinvervoer anderzijds. Treinen die vervoersdiensten bieden worden onderscheiden in reizigerstreinen en goederentreinen. Treinen die nodig zijn om het treinvervoer in stand te houden zijn werktreinen, zoals zelfrijdende machines voor aanleg en onderhoud van het spoor en treinen voor het vervoer van materiaal voor aanleg en onderhoud van het spoor, proefritten van treinen en treinritten om leeg treinmaterieel over te brengen naar een ander stationsemplacement of naar een werkplaats.

### Reizigerstreinen
De vervoerdiensten van veel spoorvervoerders zijn gebaseerd op twee treinsoorten, stoptreinen op alle stations van een traject stoppen, en sneltreinen die alleen bij de grote plaatsen stoppen. Soms worden drie treinsoorten onderscheiden.
Naast binnenlandse vervoerdiensten zijn er uiteraard ook internationale vervoerdiensten. Een bekend netwerk van een internationaal vervoernetwerk was de Trans Europ Express (TEE).
Hogesnelheidstreinen bieden vervoerdiensten die vanwege de snelheid niet te vergelijken zijn met sneltreinen. Men spreekt van hogesnelheidstrein als treinen 200 km/h of sneller rijden.

### Goederentreinen
Gemengde trein of bonte goederentreinen zijn treinen die meerdere soorten spoorwagons vervoert, vaak voor meerdere verladers. Deze treinen bieden relatief kleinschalig vervoer, een marktsegment waar het spoorwegvervoer een miniem marktaandeel heeft.
Een bloktrein is een goederentrein die, behalve op het begin- en eindpunt, niet deels geladen of gelost wordt. Hij verandert ook niet van samenstelling, er worden onderweg dus geen wagens af- of aangekoppeld. Meestal zijn dit treinen van één verlader (klant), met één soort lading. Bloktreinen worden vaak genoemd naar het soort lading dat ze vervoeren, zoals ertstrein, kolentrein en autotrein.
Een containertrein is soms een bloktrein, maar biedt soms ook een vaste lijndienst waar meerdere verladers gebruik van maken.

### Werktreinen
Voorbeelden van werktreinen zijn:
- zelfrijdende machines voor spoorwegonderhoud, zoals kettinghormachines, stopmachines en slijptreinen
- werktreinen, zoals robeltreinen en ballasttreinen

Daarnaast zijn er wegvoertuigen die ook op het spoor kunnen rijden. Deze worden niet als werktrein gezien. Bijvoorbeeld bovenleidingmontagewagens, kraanwagens en graafmachines. De laatste twee zijn in jargon bekend als krol, wat een afkorting is van 'kraan op lorries'.

## Spoorwegcapaciteit
De capaciteit van een spoorlijn is het grootst als er treinen van slechts één treinsoort gebruik van maken. In dat geval kunnen treinen met een kleine volgafstand achter elkaar rijden, zonder dat ze elkaar in de weg gaan zitten. Op hoofdspoorwegnetten worden meerdere treinsoorten op een spoorlijn ingezet, en kan de capaciteit van de spoorlijn niet volledig benut worden. Het ongelijke rijgedrag van treinsoorten is daar de oorzaak van. Een stoptrein heeft bijvoorbeeld meer tijd nodig om een bepaald traject te overbruggen dan een sneltrein, omdat een stoptrein onderweg ook nog een aantal malen moet stoppen. Daarom kan een sneltrein beter niet direct na een stoptrein vertrekken, omdat de sneltrein iedere keer moet wachten of langzaam moet gaan rijden als de stoptrein stopt.
Het verlies van spoorwegcapaciteit kan beperkt worden door verschillen tussen treinsoorten kleiner te maken. Een mogelijkheid is om de vervoerdiensten van treindienstsoorten meer op elkaar te laten lijken, bijvoorbeeld door stoptreinen soms stations over te laten slaan, en door sneltreinen ook te laten stoppen op een iets minder belangrijke plaats. Een andere mogelijkheid is treinmaterieel te kiezen dat snel kan optrekken en afremmen, zodat de stoptreindiensten versneld kan worden en het verschil met een sneltrein minder groot wordt.

## Namen van treinsoorten

### Internationaal
Een aantal aanduidingen van treinsoorten wordt in meerdere landen Europa gebruikt.
- Intercity (IC): stopt alleen in grote steden
- EuroCity (EC): als intercity, maar dan internationaal
- EuroNight (EN): als EuroCity, maar dan 's nachts
- NightJet (NJ): nachttrein van de Oostenrijkse ÖBB

Voormalig:
- D-trein: internationale langeafstandstrein
- Trans Europ Express, een voormalig europees netwerk van vervierdiensten met hoogwaardige international treinen.
- CityNightLine (CNL)

Een aantal maatschappijen heeft een hogesnelheidsdienst, die het reguliere aanbod aanvult:
- Intercity-Express (ICE): DB Fernverkehr, Duitsland en naburige landen
- Railjet (RJ of rj): Österreichische Bundesbahnen (ÖBB), Oostenrijk en Tsjechië
- Thalys
- Eurostar

### Nederland
De Nederlandse Spoorwegen (NS) hanteren de volgende namen:
- Sprinter: stoptrein; vanaf 11 december 2016 wordt voor treindiensten met de R-net-huisstijl de aanduiding R-net Sprinter gebruikt
- Intercity (IC): sneltrein.

In de praktijk komen op treinaanwijzers ook de volgende aanduidingen voor:
- Extra trein: trein die niet volgens de reguliere dienstregeling rijdt
- Internationale trein: algemene aanduiding voor een reguliere internationale trein, ook als die officieel als bijvoorbeeld InterCity rijdt
- Speciale trein: trein die rijdt in verband met bijvoorbeeld evenementen; vaak is een speciaal vervoerbewijs benodigd, en dikwijls ook een reservering en soms is dit een trein voor besloten vervoer
- Stoomtrein: museumtrein als Speciale trein, getrokken door een stoomlocomotief

#### Geschiedenis
Tot de invoering van de dienstregeling van 2007 in december 2006 werden er in Nederland voor het binnenlandse treinverkeer drie treindienstsoorten gehanteerd.
- Stoptrein
- Sneltrein (S)
- Intercity (IC)

### België
In België onderscheidt men:
- Lokale trein of L-trein: stopt in de regel in alle stations tussen punt A en punt B
- S-trein: stopt in de regel in alle stations tussen punt A en punt B in de regio Brussel, Antwerpen, Gent, Charleroi en Luik
- InterCity of IC-trein: snelle trein die alleen grote stations aandoet
- EuroCity EC-trein: internationale intercitytrein, bijvoorbeeld naar Zwitserland)
- Thalys: voor de verbinding Parijs-Brussel-Amsterdam en Parijs-Brussel-Keulen
- Eurostar: voor de verbinding Brussel-Londen
- Intercity-Express (ICE) voor de verbinding Brussel-Keulen-Frankfurt
- Piekuurtrein of P-trein: wordt ingelegd om de gewone "klokvaste" treinen minder druk te bezetten.

### Duitsland
In Duitsland is het openbaar vervoer onderverdeeld in Nahverkehr (gesubsidieerd stads-, streek- en regionaal vervoer) en Fernverkehr (ongesubsidieerd langeafstandsvervoer)
- Op de Nahverkehrstreinen kan men met landelijke treinkaartjes terecht, maar zijn ook de tarieven van de plaatselijke Verkehrsverbünde geldig. De verschillende treintypen zijn:
  - S: S-Bahn (stoptrein in stedelijk gebied)
  - RB: Regionalbahn (stoptrein in landelijk gebied)
  - RE: Regional-Express (sneltrein in landelijk gebied)
  - IRE: Interregio-Express (interregionale sneltreinen) - alleen in Baden-Württemberg, Berlijn, Beieren en Saksen

- de Fernverkehrstreinen zijn:
  - IR: InterRegio (bijna allemaal opgeheven)
  - IC: InterCity
  - ICE: Intercity Express (hogesnelheidstrein)

### Tsjechië
- Reguliere aanduidingen[1]:
  - Osobní vlak (Os) (letterlijk: persoonlijke trein): stoptrein, die echter niet in alle gevallen overal stopt (dit staat in de dienstregeling, maar wordt ook op de haltes omgeroepen)
  - Spěšný vlak (Sp) (letterlijk: haastige trein): stoptrein die de minst belangrijke haltes overslaat
  - Rychlík (R) (letterlijk: snelle): sneltrein
  - Rychlík vyšší kvality (Rx) (letterlijk: snelle van hogere kwaliteit): sneltrein met expresse-rijtuigen of moderne treinstellen
  - Expres (Ex): expresse
  - InterCity (IC)
  - EuroCity (EC) (stopt vaker dan InterCity)
  - EuroNight (EN)
  - Railjet (rj): EuroCity-achtige trein met hogere snelheid en speciale treinstammen
  - Historický vlak (Hv) (letterlijk: historische trein): museumtrein, rijdt slechts enkele keren per jaar, dikwijls geldt er een speciaal tarief en moet er ruim van tevoren worden gereserveerd
  - Trilex (TL)
  - Trilex-Express (TLX)

- Commerciële aanduidingen:
  - Arriva Expres (AEx): expresse-treinen van het bedrijf Arriva
  - LeoExpress (LE): treinen van het gelijknamige bedrijf
  - RegioJet (RJ): treinen van het bedrijf Student Agency
  - SuperCity (SC): Pendolino-treinen van de Tsjechische spoorwegen